# Promotion League 2016/17
Die Cerutti il Caffè Promotion League 2016/17 war die 5. Spielzeit der dritthöchsten Schweizer Spielklasse im Fussball der Männer. Sie umfasste 16 Mannschaften.

## Modus
Die Promotion League wurde insgesamt zum fünften Mal ausgetragen, davon zum dritten Mal unter dem Namen Cerutti il Caffè.
Die sechzehn Vereine der Promotion League traten je zweimal gegen jeden Gegner an, einmal im heimischen Stadion, einmal auswärts. Insgesamt absolvierte so jedes Team 30 Spiele. Die bestklassierte Mannschaft, die keine U-21-Mannschaft war, stieg am Ende der Saison in die Challenge League auf. Da sich der FC Le Mont-sur-Lausanne zum Ende der Saison freiwillig in den Amateurbereich zurückzog, stieg anstelle der zwei letztklassierten Mannschaften lediglich die letztklassierte Mannschaft in die 1. Liga ab.

## Tabelle
| Pl. | Verein                   | Sp. | S  | U  | N  | Tore    | Diff. | Punkte |
| --- | ------------------------ | --- | -- | -- | -- | ------- | ----- | ------ |
| 1. | FC Rapperswil-Jona       | 30  | 18 | 8  | 4  | 060:290 | +31   | 62     |
| 2. | SC Kriens                | 30  | 17 | 6  | 7  | 065:310 | +34   | 57     |
| 3. | FC Basel II              | 30  | 16 | 7  | 7  | 064:370 | +27   | 55     |
| 4. | Stade Nyonnais           | 30  | 14 | 7  | 9  | 051:390 | +12   | 49     |
| 5. | FC Zürich II             | 30  | 13 | 9  | 8  | 054:520 | +2    | 48     |
| 6. | FC Breitenrain           | 30  | 13 | 6  | 11 | 046:490 | −3    | 45     |
| 7. | SC Brühl St. Gallen      | 30  | 11 | 7  | 12 | 056:540 | +2    | 40     |
| 8. | FC Köniz                 | 30  | 11 | 7  | 12 | 040:430 | −3    | 40     |
| 9. | FC La Chaux-de-Fonds (N) | 30  | 10 | 9  | 11 | 044:460 | −2    | 39     |
| 10. | FC Sion II               | 30  | 11 | 6  | 13 | 048:580 | −10   | 39     |
| 11. | SC Cham                  | 30  | 9  | 10 | 11 | 047:460 | +1    | 37     |
| 12. | BSC Old Boys Basel       | 30  | 9  | 7  | 14 | 047:480 | −1    | 34     |
| 13. | SC YF Juventus Zürich    | 30  | 8  | 9  | 13 | 044:530 | −9    | 33     |
| 14. | FC Bavois (N)            | 30  | 8  | 7  | 15 | 037:690 | −32   | 31     |
| 15. | FC United Zürich (N)     | 30  | 8  | 3  | 19 | 032:610 | −29   | 27     |
| 16. | FC Tuggen                | 30  | 6  | 8  | 16 | 037:570 | −20   | 26     |
| Endstand (A) Absteiger aus der Challenge League 2015/16 (N) Aufsteiger aus der 1. Liga 2015/16 Aufstieg in die Challenge League 2017/18 Abstieg in die 1. Liga 2017/18 |                          |     |    |    |    |         |       |        |

## 1. Liga – Aufstiegsspiele
In zwei Runden wurden von den besten beiden Teams jeder der drei Gruppen der 1. Liga und den beiden besten Gruppendritten zwei Aufsteiger in die Promotion League ermittelt. An den Aufstiegsspielen durfte nur ein U-21-Team teilnehmen, da bei maximal vier U-21-Mannschaften in der Promotion League bereits drei Plätze vergeben waren.

### Zwischenrunde
Die Hinspiele wurden am 31. Mai 2017 ausgetragen, die Rückspiele am 3. Juni. Die Begegnungen mussten nicht ausgelost werden, da das Reglement vorschreibt, welche Teams aufeinandertreffen.
|               | Gesamt |                         | Hinspiel | Rückspiel |
| ------------- | ------ | ----------------------- | -------- | --------- |
| FC Solothurn  | 3:4    | Yverdon-Sport FC        | 2:1      | 1:3       |
| Lancy FC      | 1:0    | FC Luzern II            | 0:0      | 1:0       |
| FC Münsingen  | 1:2    | FC Gossau               | 1:0      | 0:2       |
| AC Bellinzona | 5:7    | FC Stade Lausanne-Ouchy | 5:4      | 0:3       |

### Aufstiegsrunde
Die Sieger aus den beiden Begegnungen der Aufstiegsrunde nahmen in der Saison 2017/18 an der Promotion League teil. Die Hinspiele fanden am 7. Juni 2017 statt, die Rückspiele am 10. Juni. Die Begegnungen wurden am 27. Mai 2017 ausgelost.
|           | Gesamt |                         | Hinspiel | Rückspiel |
| --------- | ------ | ----------------------- | -------- | --------- |
| FC Gossau | 2:7    | Yverdon-Sport FC        | 2:3      | 0:4       |
| Lancy FC  | 3:5    | FC Stade Lausanne-Ouchy | 2:1      | 1:4       |